# Dennis Serano
Dennis Serano (* 27. September 1981) ist ein belizischer Fußballspieler auf der Position des Stürmers. 
Von Mitte 2003 und bis Juli 2005 wird Serano als Spieler der Bandits geführt. Sodann folgte bis Mitte 2006 eine Station bei Kremandala. Dem schloss sich ein Engagement bei den Conquerors bis Jahresende 2007 an. Seit 2008 spielt er für den belizischen Verein Juventus FC. Andere Quellen nennen hier den Zugehörigkeitszeitraum von der Saison 2004/05 bis in die Spielzeit 2010/11. Ebenso war er Mitglied der belizischen Nationalmannschaft. Für diese absolvierte er in FIFA-Turnieren vier Länderspiele. Insgesamt kam er auf mindestens sechs Länderspieleinsätze.